# Cabal
Cabal расшифровывается как Common Architecture for Building Applications and Libraries (т. е. «общая архитектура сборки приложений и библиотек»). Cabal написан на языке программирования Haskell и предназначен для облегчения автоматической сборки пакетов, написанных на этом языке программирования.